# NTTメディアサプライ
NTTメディアサプライ株式会社（エヌ・ティ・ティ・メディアサプライ）は、大阪市北区に本社を置く、NTT西日本株式会社の子会社。

## 事業
集合住宅向け事業と法人向け事業を柱とし、集合住宅向け事業では、マンション向けのブロードバンドサービス「DoCANVAS」や、マンション管理会社等の管理業務効率化や入居者利便性向上に資するマンション向けIoTプラットフォーム「DoHomeConnect」などを展開している。法人向け事業においては、クラウドSIMテクノロジーを利用したモバイル通信サービス「DoRACOON（ドゥラクーン）」や店舗や施設向け無料Wi-Fiスポット「DoSPOT」を提供している。

## 概要・歴史
1985年10月11日、電電公社の民営化にともない、日本電信電話（現・NTT）中国支社設立のグループ会社企業第1号としてNTT中国メディアサプライ株式会社が設立された。設立時の資本金は、1億5千万円。NTT出資比率は44.1%であった。
設立当初の事業内容はキャプテンシステムの画像コンテンツ製作事業から出発し、その後情報処理システムの開発・販売、各種OA機器の販売、テレコントロールシステム の開発・販売事業を行っていた。情報処理システムの開発・販売等の事業拡大に伴い、営業拠点として、1987年12月に東京センタ、1998年4月に岡山営業所、同年10月に大阪支店を開設した。
NTT再編（東西分割）伴い、現在の社名に変更。事業領域の整理に伴い、2001年（平成13年）1月、インターネットマンションサービス事業「DoCANVAS（ドゥキャンバス）」を開始した。同年10月九州支店を設立し、翌2002年（平成13年）11月に電子認証サービス事業を開始。
2003年（平成14年）10月にテレコン事業を、2005年（平成16年）4月にアプリケーション開発事業、電子認証サービス事業を営業譲渡している。
2019年（令和元年）には、音楽ライブを高画質・マルチアングル・立体音響で体感できるスマートフォンアプリ「REALIVE360」を開発し、ももいろクローバーZを始めとするアーティストのライブをコンテンツ提供している。

## 沿革
- 1985年（昭和60年）11月 - 設立・営業開始。設立時の本社所在地は、広島県広島市南区宇品東1-2-23。
- 1999年（平成11年）1月 - NTTの東西分割に先立ち、エヌ・ティ・ティ・メディアサプライ株式会社に社名変更。その後、西日本電信電話（現・NTT西日本）の子会社となる。
- 2003年（平成15年）5月 - 本社を大阪に移転。